# Allominettia bimaculata
Allominettia bimaculata är en tvåvingeart som först beskrevs av Malloch 1928. Allominettia bimaculata ingår i släktet Allominettia och familjen lövflugor.
Artens utbredningsområde är Panama. Inga underarter finns listade i Catalogue of Life.